# ماریانا کوردرو
ماریانا کوردرو (اسپانیایی: Mariana Cordero‎؛ زادهٔ ۱۵ ژوئیهٔ ۱۹۴۹) بازیگر و مربی بازیگری اهل اسپانیا است.
از فیلم‌ها یا برنامه‌های تلویزیونی که وی در آن نقش داشته است، می‌توان به سانحه، عقاب سرخ، شراب کهنه، مردان پاکو، دردسر قریب‌الوقوع، متهم، بیمارستان مرکزی، عروس، هر آنچه بخواهی، خانواده سرانو، شاهزاده‌ها و برج سوسو اشاره کرد.